# Stazione di Borgolombardo
La stazione di Borgolombardo è una fermata ferroviaria che serve i comuni di San Donato Milanese (quartiere Certosa) e San Giuliano Milanese (quartiere Borgolombardo, da cui il nome), lungo la linea Milano-Bologna.
La fermata sorge esattamente al confine tra i due comuni, collegati da sottopassi.
Dispone soltanto di due binari di transito.

## Storia
La fermata di Borgolombardo venne attivata nel 1991, contemporaneamente alla variante di tracciato fra la stazione di Milano Rogoredo e la fermata di San Giuliano Milanese.
Da dicembre 2009 la stazione è servita dai treni della linea suburbana S1, a seguito del prolungamento di essa fino a Lodi, e da agosto del 2023 anche da 4 coppie di treni della linea suburbana S12, circolanti solo nei giorni feriali; a partire da giugno 2024, le coppie di corse vengono aumentate a 10 e prolungate fino a Cormano-Cusano Milanino.

## Strutture ed impianti
La fermata conta 2 binari, uno per ogni senso di marcia, serviti da 2 banchine laterali collegate da un sottopassaggio.
Sono inoltre presenti altri 2 binari, senza banchina e situati più sotto rispetto agli altri 2, utilizzati dai treni ad alta velocità e dai treni regionali, che qua non effettuano fermata.
La gestione degli impianti è affidata a Rete Ferroviaria Italiana società del gruppo Ferrovie dello Stato, che classifica la stazione nella categoria "Bronze".

## Movimento
Da dicembre 2009 la stazione è servita dai treni della linea suburbana S1, a seguito del prolungamento di essa fino a Lodi, e da agosto del 2023 anche da 4 coppie di treni della linea suburbana S12, circolanti solo nei giorni feriali; a partire da giugno 2024, le coppie di corse vengono aumentate a 10.